# Az Egyesült Királyság világörökségi helyszínei

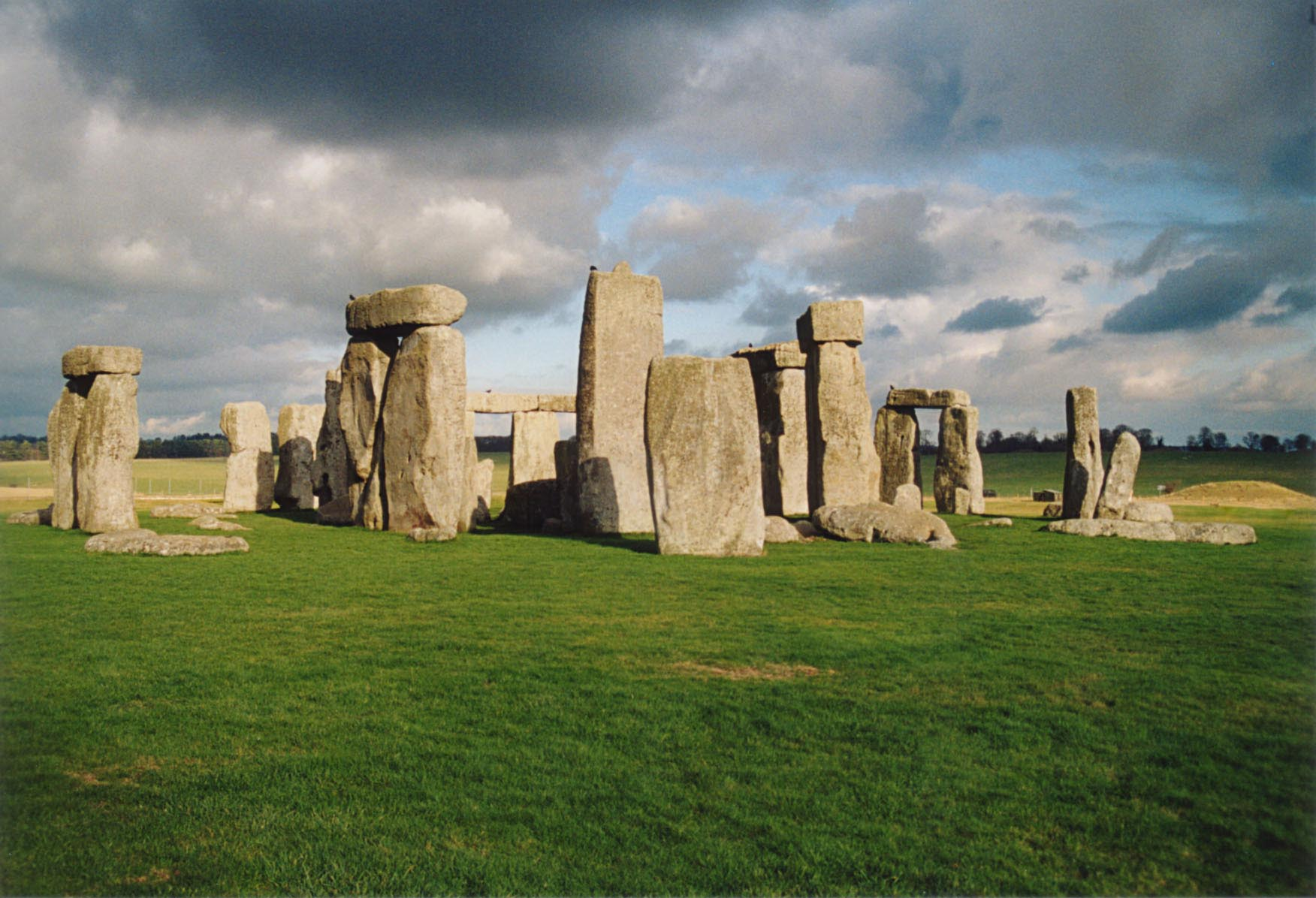
A Stonehenge a Stonehenge, Avebury és a megalit-kultúra környező emlékei néven ismert világörökségi helyszín része

Egyesült Királyság területéről eddig harmincöt helyszín került fel a világörökségi listára, nyolc helyszín a javaslati listán várakozik felvételre.  
Az első világörökségi helyszínek  Az óriás útja (Giant's Causeway) és a hozzá tartozó tengerpart, a durhami székesegyház és vár, az Ironbridge Gorge ipartörténeti műemlékei, a Studley Királyi Park a Fountains-apátság romjaival, Stonehenge, Avebury és a megalit-kultúra környező emlékei (Anglia), valamint I. Eduárd király várai és városfalai Gwynedd grófságban (Wales) voltak, amelyeket 1986-ban vettek fel a listára. Legutoljára 2019-ben a Jodrell Bank csillagvizsgáló lett világörökség.
Az Egyesült Királyság egyike volt azon 26 országnak, amelyek elfogadták az Egyesült Nemzetek Nevelésügyi, Tudományos és Kulturális Szervezete (UNESCO) alapokmányát. Nagy-Britannia évente 130 000 fonttal járul hozzá a fejlődő országokban található világörökségi helyszínek megóvásához.
A brit kormány tanácsadó szervezeteként működik az United Kingdom National Commission for UNESCO (Egyesült Királyság Nemzeti UNESCO Bizottság), amely egyrészt felelős a világörökségi helyszínek megóvásáért, másrészt tanácsokat ad a kormánynak a világörökségi helyszíneket érintő politikai kérdésekben.
Az UNESCO által elismert világörökségi helyszínek közül huszonhét kulturális, négy természeti és egy tartozik a vegyes kategóriába. Ez nagyjából megfelel a világszerte elismert világörökségi helyszínek megoszlásával: ezek közül 77,4% kulturális, 19,8% természeti és csak 2,8% tartozik a vegyes kategóriába. A vegyes kategóriába tartozó Saint Kilda-szigetcsoportot eredetileg (1986-ban) a természeti kategóriába vették fel, de azóta a világörökségi terület határait kiterjesztették és mára magában foglalja az egykor a szigetcsoporton élő közösséget is.

## Hivatalos helyszínek
| | Az óriás útja (Giant's Causeway) és a hozzá tartozó tengerpart |
| Felvétel: 1986, kisebb módosítás: 2016 |                                                                |
| Természeti (VII)(VIII) |                                                                |
| Hivatkozás: 369, védett terület: 239,405 ha |                                                                |
| Az „Óriások útját” több, mint 40 000 bazaltoszlop alkotja, amelyeket a földtörténeit harmadidőszak vulkanikus tevékenysége hozott létre. A természeti képződmény Észak-Írország Antrim megyéjének északi partján fekszik. A megolvadt lávának a vízzel való találkozásából alakult ki egy körülbelül hat kilométeres partszakaszon. A láva kristályos szerkezetűvé vált, és jelenleg a tengerszinten található sokszögű oszlopokká alakult. Vízszintes szakaszai járhatók. Az oszlopok többsége hatoldalú, de négy-, öt-, hét- és nyolcoldalúak is előfordulnak. Az elmúlt évszázadok alatt a bazaltoszlopok történetéről és eredetéről számos legenda született. Tudományos kutatása a 18. században kezdődött meg, ami hozzájárult a földtudományok fejlődéséhez. Az oszlopok mellett az Óriás útjához tartozik az Óriás orgonája is, (ami körülbelül 60 darab 12 méter magas bazaltoszlop), a Kéménysor, valamint a Hamilton széke nevű kilátóhely. |                                                                |

| | A durhami székesegyház és vár |
| Felvétel: 1986, kisebb módosítás: 2008 |                               |
| Kulturális (II)(IV)(VI) |                               |
| Hivatkozás: 370, védett terület: 8,79 ha |                               |
| A durhami katedrális a normann építészet legnagyobb és legkiemelkedőbb példája, míg a katedrális boltozatos mennyezete a gótikus építészet kezdetét jelzi. A katedrálisban találhatók Szent Cuthbert és Beda Venerabilis földi maradványai, ezért jelentős zarándokhely. A vár a durhami hercegérsek székhelye volt. Az épületkomplexum kialakítása 1072-ben kezdődött a skóciai területen élő piktek elleni védekezésül. A vár 1536-ig volt a hercegérsek székhelye, később, a 19. században a durhami egyetem része lett. A várban több építészeti stílus emlékei is láthatók, jellegzetessége román kori kápolnája. A székesegyház korai bencés szerzetesközösség jelenlétéről tanúskodik, és felismerhető rajta az angol gótikára jellemző viszonylag hosszú és alacsony főhajó. A vár és a katedrális a középkori Európa egyik jelentős emléke ami meghatározó szerepet játszott a kor építészetében. |                               |

| | Ironbridge Gorge ipartörténeti műemlékei |
| Felvétel: 1986 |                                          |
| Kulturális (I)(II)(IV)(VI) |                                          |
| Hivatkozás: 371, védett terület: 547,9 ha |                                          |
| Az Ironbridge Gorge völgyben bányák, gyárak, munkástelepek és az ipari forradalom korában létrehozott közlekedési infrastruktúra maradványai találhatók meg. A környék koksztermelése hozzájárult az ipari forradalom beindításához, míg az itt található híd volt az első, teljesen vasból épített híd, ennek következtében jelentős műszaki és építészeti hatása is volt abban a korban. Az 1779-ben Abraham Darly vasműtulajdonos által építtetett hidat a gyalogosok a mai napig használják. A bányavidék fémöntödék, gyárak, raktárak összessége, amelyet utak, csatornák, vasutak hálózata köt össze. A jó állapotban fennmaradt berendezések egy kiterjedt tájmúzeumot alkotnak. A világörökségi helyszín öt fő részből áll, ezek Coalbrookdale, Abraham Darly koksztüzelésű vasolvasztójával; a hídról elnevezett Ironbridge; Hay Brook, völgyfolyosókból és vaskohókból álló szabadtéri múzeumaival; Jackfield az egykori bányászváros; valamint Coalport, John Rose 1796-ban alapított porcelángyárával, ahol jelenleg egy porcelánmúzeum található. |                                          |

| | A Studley Királyi Park a Fountains-apátság romjaival |
| Felvétel: 1986 |                                                      |
| Kulturális (I)(IV) |                                                      |
| Hivatkozás: 372, védett terület: 310 ha, pufferzóna: 1 622 ha |                                                      |
| A szerzetesrendek 1536 és 1541 közötti feloszlatása előtt az itt található Fountains-apátság volt az egyik legnagyobb és leggazdagabb ciszteri apátság Angliában, egyike azon keveseknek, amelyeket még a 12. században alapítottak. A királyi park, amely magában foglalja az apátság romjait, jórészt az eredeti terveknek megfelelően maradt fenn és a 19. században nagy hatással volt az európai kertépítésre. Az apátságot 1132-ben alapította 13, Yorkból érkező cisztercita szerzetes. Feloszlatása előtt hatalmas adományoknak, valamint birkatenyésztésből és gyapjúkereskedelemből származó jövedelmének köszönhetően a királyság leggazdagabb apátsága volt. Az épületegyüttes legfontosabb része a 123 méter hosszú templom, 55 méter magas harangtornyával és a hozzá csatlakozó román stílusban épített apátság. A romos állapotú templom a 18. században lett a királyi park része. A templomépületre a ciszterci egyszerűség jellemző, a közelében álló szerzetesi épületek díszítése gazdagabb. A parkot 1727-ben alapították, az apátság romjai mellett fontos része még a Nyolcszögletű torony, a Kegyesség temploma és a Félhold-tó. |                                                      |

| | Stonehenge, Avebury és a megalit-kultúra környező emlékei |
| Felvétel: 1986, kisebb módosítás: 2008 |                                                           |
| Kulturális (I)(II)(III) |                                                           |
| Hivatkozás: 373, védett terület: 4 985,4 ha |                                                           |
| Az újkőkorszaki Avebury és Stonehenge a világ két legnagyobb és leghíresebb megalitikus helyszínei. Ezek a megalitikus építmények körkörösen elrendezett menhirekből állnak. Feltehetőleg vallási helyszínek lehettek, de csillagászati megfigyelőhelyként is funkcionálhattak. A stonehenge-i kőszentély i. e. 3000 körülre datálható, több száz kilométerről odaszállított többtonnás kövekből áll. Több szakaszban épült, legkésőbbi részei körülbelül háromezer évesek. A szentély mérete és tökéletessége miatt a világ egyik legismertebb megalitikus műemléke. A kevésbé ismert Avebury Stonehenge-től 30 kilométerre fekszik. Ez Európa legnagyobb ilyen típusú épületegyüttese. Külső gyűrűje száz kőtömbből áll, a gyűrűhöz négy, menhirekkel szegélyezett út vezetett, amiből jelenleg már csak egy látható. A világörökségi helyszínhez még több a környéken látható megalitikus emlékhely is tartozik, ezek Silbury Hill, Beckhampton Avenue és West Kennet Avenue. |                                                           |

| | I. Eduárd király várai és városfalai Gwynedd grófságban (Wales) |
| Felvétel: 1986 |                                                                 |
| Kulturális (I)(III)(IV) |                                                                 |
| Hivatkozás: 374, védett terület: 6 ha |                                                                 |
| I. Eduárd angol király uralma alatt (1272–1307) számos erődítmény épült Wales területén, hogy féken tartsák a meghódított lakosságot és elősegítsék az angol telepesek terjeszkedését. A világörökségi helyszínbe több kastély tartozik, köztük Beaumaris, Caernarfon, Conwy és Harlech. Ezek a kastélyok a korabeli erődítmények építészetileg legkiemelkedőbb példái. Az erődlánc építését 1283-ban kezdték el, majd a következő húsz éven belül tíz erőd készült el. Más erődöket az ellenségtől szereztek meg, ezeket felújították. A király fő építésze, Jakab mester egyszerre több vár építését is felügyelte. Az angol határ közelében épült Conwy, Caernarfon és Harlech, a Wales északi határán álló erődrendszer Aberystwyth, Beaumaris és Flint váraiból állt. A várak, (főleg Conwy) az angol hatalom szimbólumaivá váltak Walesben, a középkori harcászati építészet remekművei voltak. Jó állapotban maradtak fenn, a Conwy várához vezető függőhidat 1826-ban építették. |                                                                 |

| | Saint Kilda-szigetcsoport (Hirta, Dun, Soay és Boreray szigetek) |
| Felvétel: 1986, kterjesztése: 2004, 2005 |                                                                  |
| Vegyes (III)(V)(VII)(IX)(X) |                                                                  |
| Hivatkozás: 387, védett terület: 24 201 ha |                                                                  |
| A Skócia nyugati partjától 175 kilométerre lévő szigetcsoport Hirta, Dun, Soay és Boreray szigeteit foglalja magába, a legnagyobb közülük Hirta szigete. Bár a szigetcsoportot eredetileg a természeti kategóriába nevezték, később a világörökségi helyszín a régen itt élő közösséget is magába foglalja. A St. Kilda szigetcsoporton 2000 évig folyamatosan élt emberi közösség, de az utolsó állandó lakos az 1930-as években elhagyta a szigetet. A szigeten számos prehisztorikus és későbbi építészeti stílus maradványai megtalálhatók, emellett fontos fészkelőhely. A települések maradványai között kőkunyhók, szántóföldek, tradicionális felföldi kőházak, és úgynevezett „cleitek” (kisméretű, kötőanyag nélkül rakott épületek, tetejükön fűvel beültetett földdel) azonosíthatók. Az itt élők mezőgazdasággal, birkatenyésztéssel foglalkoztak, és az itt élő madárkolóniákat is hasznosították, tollakat, tojást gyűjtöttek és raktároztak. A szigeteken található a világ legnagyobb szula-kolóniája és több mint 160 000 lunda pár. |                                                                  |

| | Blenheim kastély |
| Felvétel: 1987 |                  |
| Kulturális (II)(IV) |                  |
| Hivatkozás: 425 |                  |
| A Blenheim kastély John Churchill, Marlborough első hercegének rezidenciája volt, John Vanbrugh és Nicholas Hawksmoor tervei alapján épült, míg a parkot Capability Brown tervezte. A kastély, amelyet a franciák felett aratott blenheimi győzelem emlékére emeltek, az angol romantikus építészeti stílus kiemelkedő példája. Az Oxford közelében található kétszintes palota egy 8,5 négyzetkilométeres parkban áll, három szárnya nagyméretű udvart fog közre. A kastélykertet az idők során többször is átalakították, a 18. század vége felé a korábbi épületek mellé neogótikus stílusban újabbakat is emeltek. A kertben vízeséseket, tavakat alakítottak ki, igyekeztek minél természetközelibb hatást elérni. Blenheim hatása az építészetre a 18. és a 19. századi Angliában és külföldön is érezhető volt. A kastélyban született 1874-ben a későbbi miniszterelnök Wintston Churchill is. |                  |

| | Bath városa |
| Felvétel: 1987 |             |
| Kulturális (I)(II)(III) |             |
| Hivatkozás: 428, védett terület: 2 900 ha |             |
| A rómaiak által alapított fürdőváros a középkorban az angol textilipar egyik fontos központja lett, majd a 18. századtól kezdve ismét visszanyerte hírnevét, mint kedvelt fürdőváros. A városban megtalálhatók a római múlt emlékei és a környékbeli homokkőből emelt, palladiano stílusú épületek. A rómaiak által Aquae Sulis néven emlegetett település meleg vizű forrása a brit Sulis istennő kegyhelye volt, akit a rómaiak Minervával azonosítottak. A forrás köré – ami naponta több mint 200 köbméter 46 celsiusnál melegebb vizet adott – egy meleg langyos és hideg vizes medencével ellátott fürdőt építettek A település a római uralom után is megőrizte jelentőségét, a középkorban (1090) püspöki székhely lett. Ezután épült a státuszához méltó székesegyház, aminek építése félbeszakadt amikor Wells lett az egyházmegye központja. Az épületet végül a 16. században fejezték be gótikus stílusban. A 16. és a 17. században a gyapjúkereskedelem hanyatlani kezdett, de ekkor már tehetős fürdővendégek érkeztek a városba. A 18. században nyerte el György-korabeli formáját, olyan épületekkel mint a Royal Crescent lakóházsora és a Pulteney-híd. |             |

| | A Római birodalom határai – Hadrianus fala, Antoninus fala és a limes |
| Az Egyesült Királyság és Németország közös világörökségi helyszíne |                                                                       |
| Felvétel: 1987, bővítés éve: 2005, 2008 |                                                                       |
| Kulturális (II)(III)(IV) |                                                                       |
| Hivatkozás: 430, védett terület: 526,9 ha, pufferzóna: 5 225,7 ha |                                                                       |
| A Németországgal közösen fenntartott helyszínből angol területen találhatók Hadrianus (Kr. u. 122) és Antoninus fala (Kr. u. 142), amelyek a barbár törzsektől védték a római tartományok lakosságát. A helyszín eredetileg csak Hadrianus fala volt, de később (2005-ben és 2008-ban) úgy módosították, hogy a falakon kívül az i. sz. 2. századi Római Birodalom határvidékének maradványait magába foglalja. Hadrianus fala 120 kilométer hosszú, építéséhez kő és föld keverékét használták fel. A mai Észak-Anglia területén húzódik kelet-nyugati irányban. Tőle 150 kilométerre északra állnak a 60 kilométer hosszú Antoninus-fal maradványai, a Római Birodalom egykori legészakibb határán. A falat tizenkilenc római erőddel egészítették ki. A falak és a hozzájuk tartozó kiegészítő építmények jól szemléltetik a római kultúra összetettségét. Amikor a rómaiak az 5. század elején elhagyták a területet a falak állapota gyorsan romlani kezdett. Antoninus falának jelentős része már néhány évtized alatt elpusztult. A falak egy részét kiásták, néhány szakaszon helyreállították, más részeik viszont teljesen elpusztultak. A limes mai maradványait épített falak, árkok, csatornák, erődrendszerek, kilátótornyok és polgári települések alkotják. |                                                                       |

| | A Westminster-palota, a westminsteri apátsági templom és a Szent Margit-templom |
| Felvétel: 1987 |                                                                                 |
| Kulturális (I)(II)(IV) |                                                                                 |
| Hivatkozás: 426, védett terület: 10,26 ha |                                                                                 |
| A jelenleg a brit parlamentnek székhelyének számító Westminster-palota a 11. századtól kezdve az angol, majd később a brit közigazgatás központja volt. Hódító Vilmos megkoronázása után minden angol és brit uralkodót a Westminsteri apátságban koronáztak meg. A Szent Margit-templom korábban a Westminster-palotához csatolt kápolna volt, bár a palotánál korábban épült. A 15. század óta az újjáépített szentély az anglikán alsóház plébániatemploma. A Westminster-palota legnagyobb része egy 1834-es tűzvészben megsemmisült, a jelenleg is látható épület 1840 és 1870 között készült. Középső tornyától délre helyezkedik el a felsőház (House of Lords), míg az alsóház (House of Commons) az északi szárnyban található. Az épület neogótikus stílusát a közeli Westminster-apátság homlokzatához igazítva választották ki az alkotók. A Temze folyóra néző homlokzata 266 méter hosszú, északi végén áll a „Big Ben”, a híres harangtorony. |                                                                                 |

| | Henderson-sziget |
| Felvétel: 1988 |                  |
| Természeti (VII)(X) |                  |
| Hivatkozás: 487, védett terület: 3 700 ha |                  |
| A Csendes-óceán déli részén található sziget szinte teljesen mentes az emberi behatástól és érintetlen formában őrizte meg eredeti növény- és állatvilágát, amelyek közül tíz növény- és négy állatfaj csak ezen a szigeten él. A tíz kilométer hosszú, öt kilométer száles sziget a Pitcairn-szigetek legnagyobb tagja. A 12. és a 15. század között polinéz gyarmat volt, de ez kevéssé befolyásolta a sziget ökológiáját. Jelenleg a világ kevés, jórész érintetlen atolljának egyike, meredek sziklaszirtekkel tagolt tájain kifejlődött állat- és növényvilágán jól tanulmányozható az elszigetelt evolúció és a természetes kiválasztódás. A sziget egyetlen édesvízű forrással rendelkezik és nagyrészt sűrű, bozontos erdő borítja. Ötezer kilométeres körzetében nincs nagyobb szárazföld, így élővilága közel ősállapotban maradt meg, ökoszisztémája felbecsülhetetlen értékű. A szigeten négy endemikus, sehol máshol elő nem forduló madárfaj él, a Henderson-szigeti vízicsibe, a Henderson-szigeti gyümölcsgalamb, a Henderson-szigeti nádiposzáta és a Henderson-szigeti lóri. |                  |

| | Londoni Tower |
| Felvétel: 1988 |               |
| Kulturális (II)(IV) |               |
| Hivatkozás: 488 |               |
| Az 1066-ban Hódító Vilmos által kezdett erődítmény a normann építészeti stílus egyik kiemelkedő alkotása, amely a normann hódítás után egész Anglia területén elterjedt. A királyi hatalmat jelképező épületet III. Henrik és I. Eduárd bővítette ki a 13. században és máig az egyik legfontosabb és leglátogatottabb épület az Egyesült Királyságban – többek között itt őrzik a brit koronaékszereket. 1509-ig itt volt az angol uralkodók rezidenciája, akkor börtönné alakították át. A 73 ezer négyzetméteren elterülő épületkomplexum erődökből, udvarokból, épületekből, tornyokból áll, közülük leghíresebb a középpontban álló Fehér torony. A tornyot nem a legfontosabb királyi palotának szánták, inkább erődként funkcionált, amit az egymást követő uralkodók egyre jobban megerősítettek. A börtönben számos híres történelmi személy raboskodott, köztük Morus Tamás és VIII. Henrik két felesége. Az épületegyüttes, ami máig Anglia egyik szimbóluma és a középkori katonai építészet egyik referenciája jelenleg elsősorban múzeum, ahol kiállítások mutatják be az európai harcászat történetét. |               |

| | A canterburyi katedrális, a Szent Ágoston-apátság és a Szent Márton-templom |
| Felvétel: 1988 |                                                                             |
| Kulturális (I)(II)(VI) |                                                                             |
| Hivatkozás: 496, védett terület: 18,17 ha |                                                                             |
| A Szent Márton-templom a legrégebbi, 4. századi (vagy korábbi) még használatban lévő templom Angliában – a templomot és a kapcsolódó apátságot akkor építették, amikor az első keresztény hittérítők megjelentek az angolszászok között. A katedrális román és gótikus stílusban épület és jelenleg a Anglikán Közösség fejének, a canterburyi érseknek székhelye. Canterbury a kezdetektől kulcsszerepet játszott az angliai egyház történetében. A Szent Ágoston által 597-ben alapított azonos nevű apátság VIII. Henrik feloszlató rendelete után használaton kívül került, jelenleg romos állapotban van. A katedrálist 1070-ben kezdték építeni, normann stílusban, majd egy 1174-es tűzvész után gótikus formában építették újjá. 1170-ben itt gyilkolták meg Becket Tamás érseket. A templom festett üvegablakai jelentős értéket képviselnek, itt található az országon belül a legtöbb egy helyen fennmaradt középkori üvegablak. A két építészeti stílus keveredése, az épület lenyűgöző méretei és hatása egyedivé teszi a katedrálist. A kerengő és az oszlop alatti boltozat 1396 és 1420 között épült. A három épület központi szerepet játszott a reformáció előtti Egyesült Királyság vallástörténetében. |                                                                             |

| | Edinburgh ó- és újvárosa |
| Felvétel: 1995 |                          |
| Kulturális (II)(IV) |                          |
| Hivatkozás: 728 |                          |
| Edinburgh óvárosát a középkorban alapították, míg az újvárost 1767–1890 között építették fel. A két városrész között szembeötlőek a különbségek – az óvárost girbegurba utcák, az újvárost alaposan megtervezett városkép jellemzi. Utóbbi terveihez hozzájárult William Chambers és William Playfair, akik a 18. és 19. század híres várostervezői voltak. 1437 óta Skócia fővárosa. Az óvárost az edinburgh-i vár középkori erődje uralja, legrégebbbi része a 11. században épült. Itt áll az 1090-ben felszentelt Szent Margit-kápolna, előtte indul a Royal Mile út. Az Angliával vívott rendszeres háborúk következtében Edinburgh jól megerősített város volt, legfontosabb épületei a Szent Egyed (St. Giles)-katedrális és a királyi palota (Holyroodhouse-palota). Korábban az építkezések a városfalakon belül folytak, de helyszűke miatt a késő középkortól a várdomb oldalain többemeletes lakóházakat emeltek. A 18. században a zsúfoltság miatt a város északi irányban kezdett terjeszkedni. A bővítésre a megbízást a 26 éves James Craig nyerte el. Az új városrész hálós szerkezetben, György-kori stílusban épült fel, később ezt a városrészt is lényegesen tovább bővítették. Az ó- és újvárost összekötő híd és a mellette álló épületek összhangba hozzák az élesen elkülönülő városrészeket. |                          |

| | A Gough-sziget vadrezervátuma |
| Felvétel: 1995, kiterjesztés: 2004 |                               |
| Természeti (VII)(X) |                               |
| Hivatkozás: 740, védett terület: 7 900 ha, pufferzóna: 390 000 ha |                               |
| Az Atlanti-óceán déli részén fekvő Gough-sziget és a szomszédos Inaccessible Island együttesen olyan ökoszisztémát őriztek meg, amelyet szinte nem is befolyásolt az ember. A két sziget a Tristan da Cunha szigetcsoporthoz tartozik, ami az Egyesült Királyság tengeren túli területének – Szent Ilona, Ascension és Tristan da Cunha – része. A Gough-sziget vulkanikus eredetű, lakatlan, csak meteorológiai megfigyeléseket végeznek rajta. Látványos szikláin hatalmas tengerimadár-kolóniák fészkelnek. Fontos szaporodóhelye a hárommilliós példányszámot is elérhető nagy vészmadárnak, a veszélyeztetett vándoralbatrosznak, és a déli óriáshojszának. Két madárfaj – a Gough-szigeti vízityúk és a Gough-sármánypinty – csak itt él. A sziklákon különböző fajú fókák is élnek, és itt található az északi sziklaugró pingvinek körülbelül fele. A 14 négyzetkilométeres, szintén vulkanikus eredetű Inacessible-sziget 2004-től lett a helyszín része. Dús vegetációjának és az itt található édesvíznek köszönhetően számos ritka állatfajnak ad otthont, és azon kevés szigetek egyike ahova nem hurcoltak be emlősöket. A sziget endemikus, csak itt előforduló faja az Atlantisz-guvat. |                               |

| | Maritime Greenwich |
| Felvétel: 1997 |                    |
| Kulturális (I)(II)(IV)(VI) |                    |
| Hivatkozás: 795, védett terület: 109,5 ha, pufferzóna: 174,85 ha |                    |
| A világörökségi helyszínhez számos épület tartozik London keleti városrészében, amik a 17-18. században végbemenő tudományos/művészeti fejlődés eredményeit tükrözik. Greenwich egyik fő látványossága a Királyi Obszervatórium, de emellett számos palladiano stílusú épület, illetve Sir Christopher Wren és Inigo Jones alkotásai is megtalálhatók itt. Központi eleme Anna királyné kastélya amelyet Indigo Jones tervezett. A 17. század végén Sir Christopher Wren tervei alapján épült meg a Brit-szigetek legjelentősebb barokk épületegyüttese, a Királyi Tengerészeti Akadémia. A greenwichi dombtetőn álló csillagvizsgáló központi termében a Királyi Természettudományos Akadémia tartotta üléseit. Az obszervatóriumhoz tartozó Flamsteed-házban álló teleszkóp kulcsszerepet játszott a greenwichi meridián 1884-es meghatározásában. A környező királyi parkot André Le Nôtre tervei alapján alakították ki. A királynéi kastély a hozzá tartozó épületekkel együtt 1937 óta Nemzeti Tengerészei Múzeum. A csillagvizsgálóban jelenlegi is folynak a kutatások. |                    |

| | Orkney-szigetének neolitikus építményei |
| Felvétel: 1999 |                                         |
| Kulturális (I)(II)(III)(IV) |                                         |
| Hivatkozás: 514, védett terület: 15 ha, pufferzóna: 6,258 ha |                                         |
| A helyszínen számos újkőkorszaki építmény maradványai találhatók, amelyek közül a legfontosabbak Skara Brae település, Maes Howe sírhely, illetve a Stennessi és Brodgari körök. A feltárt maradványok i. e. 3000 és i. e. 2000 közé datálhatók. Az emlékek egy, az i. e. 3. évezredben élt, észak-európai újkőkori nép kultúráját, mindennapjait és hiedelemvilágát mutatják be. A lelőhelyek jelentős részét még nem tárták fel, így feltételezhető, hogy még újabb temetkezési helyek és településrészek kerülnek elő. Az i. e. 2500 körül épült Maes Howe sírhalom Európa legnagyobb és legjobb állapotban megmaradt sírhalma. Átmérője meghaladja a harminc métert, a viking időkben kifosztott sírkamrához egy tizenkét méter hosszú alagút vezet. Brogdar körülbelül száz méter átmérőjű kőköre eredetileg hatvan kőből állt, ebből ma már csak huszonhét kő látható. Ezek némelyike több mint négy méter magas. A mindennapi életről Skara Brae kőkunyhói tanúskodnak. Ezt tekintik a világon a legjobb állapotban fennmaradt neolitikus településnek. Kőből készült bútorai is megmaradtak és leletanyaga is kivételesen gazdag. |                                         |

| | Blaenavon ipartörténeti műemlékei |
| Felvétel: 2000 |                                   |
| Kulturális (III)(IV) |                                   |
| Hivatkozás: 984, védett terület: 3 290 ha |                                   |
| A 19. században Wales volt a kőszén kitermelésének és a vaskohászatnak az egyik legfontosabb központja. Blanavonban fennmaradtak azok az ipari helyszínek, épületek, amelyeket ez a két ipar hozott létre, illetve tett lehetővé, többek között bányák, gyárak, munkáslakások és vasútvonalak. A munkálatok 1798-ban kezdődtek, amikor a falu közelében három nagyolvasztót építettek, és az akkori legmodernebb eszközökkel vasat állítottak elő. Az olvasztókat bányadombok oldalában építették, hogy felülről táplálhassák a környéken bányászott nyersanyaggal. A 19. század közepén megnőtt a betelepülők száma, ennek következtében a korábbi kis falu egy várossá nőtte ki magát. A helyszín épületei három csoportba tartoznak, a vasmű és a körülötte lévő épületek, a Szent Péter-templom és környéke és egy kelet-nyugati tengely mellett álló épületsor. A 20. század második felében már egyre kevesebb vasércet termeltek ki, ezért a város is hanyatlani kezdett. A legutolsó bánya, egy szénbánya az ipari terület szélén 1980-ban zárt be, korábban az innen bányászott szénnel fűtötték a vasolvasztó kemencéket. Ez a bánya a Big Pit jelenleg nemzetközi jelentőségű szénbányászati múzeum. |                                   |

| | St. George történelmi városa és erődítményei |
| Felvétel: 2000 |                                              |
| Kulturális (IV) |                                              |
| Hivatkozás: 983, védett terület: 257,5 ha |                                              |
| Az 1612-ben alapított St. George a legrégebbi város az Újvilágban (ahogy az amerikai kontinenst akkor elnevezték), és jó példája a 17. században létesített kolóniáknak. A város körül fennmaradt erődítmények a 17.–20. századi katonai építészet fejlődését illusztrálják. A sziget első angol telepesei egy hajótörés következtében sodródtak partra a 17. század elején. A kezdetektől fogva katonai bázisnak épített település hamar az Atlanti-óceán közepén elterülő szigetek törvényhozási központja lett. A város legfontosabb épületei a King Square, a főtér a városházával, a 18. század elején épült Szent Péter-templom, valamint a 19. század nagyobb szabású épületei, a Híd-ház, a Vadászlak és a Whitehall. Az egy-, kétszintes házakat pasztellszínekre festették, és fehérre festett kőlapokkal fedték be. A város keleti végén építették a hadi létesítményeket, az első kaszárnyát 1780-ban. Az erődítményrendszer aminek a legnagyobb darabja a Szent Katalin-erőd egészen a parti szolgálat leszereléséig, 1956-ig működött, ma múzeum. |                                              |

| | Derwent Valley textilgyárai |
| Felvétel: 2001 |                             |
| Kulturális (II)(IV) |                             |
| Hivatkozás: 1030, védett terület: 1 228,7 ha, pufferzóna: 4 362,7 ha |                             |
| A Derwent völgyét tartják a modern gyári termelés bölcsőjének, az itt bevezetett újítások – például a gyárhoz kapcsolódó munkáslakások, a vízerővel hajtott szövőszék – hozzájárultak az ipari forradalom kiteljesedéséhez. Hatásukat egész Európában és Észak-Amerikában is éreztették. Az ipari terület 24 kilométer hosszan nyúlik el a Derwent folyó mentén Matloktól Derby közepéig. Az ipari termelés az addig hagyományos falusi környezetben házak és kiszolgáló épületek építését tette szükségessé. így jöttek létre az első ipari városok. Az itteni létesítmények modellként szolgáltak más ipari települések kialakításához is. A helyszínhez tartozik többek között Laube selyemgyára ami jelenleg múzeum, Darley Abbey ipari települése a gyárral és a munkások lakásaival, a templommal, a parkkal, valamint számos egyéb termelőüzem is. A sok fennmaradt épület jól illusztrálja a terület társadalmi, gazdasági fejlődését. |                             |

| | Saltaire ipari falu |
| Felvétel: 2001 |                     |
| Kulturális (II)(IV) |                     |
| Hivatkozás: 1028, védett terület: 20 ha, pufferzóna: 1 078 ha |                     |
| Saltaire-t Titus Salt textilgyáros alapította és munkásait telepítette ide. A helyszín, amelybe beletartozik a Salt Mill textilgyár is, a korabeli paternalizmus jellegzetes példája. Ekkor kezdtek a gyártulajdonosok társadalmi felelősséget mutatni munkásaik iránt. A település harmonikus vonalú textilgyára, középületei és munkásszállásai döntő hatással voltak az úgynevezett kertvárosi mozgalomra. Saltaire jelentős állomás volt, a modern várostervezés fejlődésében. A gyárépület olyan hosszú, mint a londoni Szent Pál-székesegyház, a körülötte lévő ipari faluban templom, iskola, kórház, közpark, fürdőház, könyvtár tánc- és tornaterem mellett álltak a munkások vezetékes vízzel és gázzal felszerelt lakásai. A gyárban óriási mennyiségű, naponta több mint 25 000 méternyi szövetet állítottak elő. Bradfordból való építészek tervei alapján összesen 800 ilyen lakás épült. A teljes egészében megőrződött mintatelepülés ma műemlék. |                     |

| | New Lanark |
| Felvétel: 2001 |            |
| Kulturális (I)(IV)(VI) |            |
| Hivatkozás: 429, védett terület: 146 ha, pufferzóna: 667 ha |            |
| A Derwent völgyben kifejlesztett gyári termelés mintájára épült New Lanark a közeli textilüzem munkásainak biztosított otthont. Robert Owen később megvásárolta és egy mintaközösséget próbált létrehozni, nyilvános épületekkel, iskolákkal és modern gyárakkal. A skóciai Glasgow-tól 40 kilométerre lévő, kis 18. századi faluban 1786-ban indult meg az ipari termelés és Owen 1809-ben kezdte meg a falu áttervezését. Forradalmi nézeteket vallott, elképzelései egész Európában ismertek voltak. Csökkentette a munkaidőt, tágas, jól kialakított munkásszállásokat hozatott létre, iskolát, óvodát alapított a munkások gyerekeinek és ingyenes egészségügyi ellátást szervezett a dolgozóknak. Az átalakítások vezérelve a jó minőségű munka és a részletek egyszerűsége volt. Ezeknek köszönhetően New Lanark a társadalom- és ipartörténet egyik meghatározó állomása, sikerei nyomán más gyártulajdonosok is követték Owen példáját. A falu mai képe nagyban hasonlít ahhoz amilyen fénykorában volt, látogatói megtekinthetik a lakónegyedet, a termelőüzemet és Owen házát. |            |

| | Dorset és Kelet-Devon tengerpartja („Jurassic Coast") |
| Felvétel: 2001 |                                                       |
| Természeti (VIII) |                                                       |
| Hivatkozás: 1029, védett terület: 2 550 ha |                                                       |
| A Dorset környéki tengerpart sziklái fontos fosszília-lelőhelyek, amelyek az elmúlt 185 millió év szárazföldi és tengeri élővilágába biztosítanak bepillantást. Az Anglia déli részén húzódó 150 kilométeres partszakaszt Jura-partnak is nevezik, talajrétegeiben a triász, a jura és a kréta földtörténeti korokból való sziklaalakzatok fedezhetők fel. Nyolc elkülöníthető szakaszból áll, a geológiai és az őslénytani kutatások szempontjából is fontos terület. A folyamatos erózió miatt a táj képe az átlagosnál sokkal gyorsabban változik. Az innen előkerült ősmaradványok a mezozoikum (251-66 millió évvel ezelőtti földtörténeti kor) nagy részét képviselik. Itt találták meg a 19. század elején az Ichthyosaurus első teljes csontvázát. Az azóta eltelt időben nagy számban kerültek elő gerinces, gerinctelen állatok, repülő és tengeri hüllők maradványai és megkövült dinoszaurusz lábnyomok. A növényi ősleletek közül legfontosabbak a jó állapotban megmaradt késő jura kori erdők kövületei. |                                                       |

| | Királyi Botanikus Kertek, Kew |
| Felvétel: 2003 |                               |
| Kulturális (II)(III)(IV) |                               |
| Hivatkozás: 1084, védett terület: 132 ha, pufferzóna: 350 ha |                               |
| A Kew-ben található, 1759-ben alapított Királyi Botanikus Kerteket Charles Bridgeman, William Kent, Capability Brown és William Chambers tervezték, az itt összegyűjtött növényfajok (a világ legnagyobb gyűjteménye) a botanika fejlődését segítették elő. Bár a botanikus kertek 1759-ben létesítették a területen már korábban is volt kert és park, benne épületekkel, köztük az 1631-ben épült Kew palotával. A kertet eredetileg gyógynövények számára alakították ki, a tudományos munka 1770-ben kezdődött. A William Nesfield tervezte tájkert – benne az 1848-ban befejezett Pálmaházzal – Kew egyik legismertebb látványossága. A 20 méter magas, kovácsolt vasból, acélból és üvegből készült Pálmaházban helyezték el a világ egyik legnagyobb pálmagyűjteményét. Ahogy a látogatók száma egyre nőtt úgy gyarapodtak a gyűjtemények és készültek az újabb üvegházak, valamint az élő növények számára kialakított területek. A botanikus mertben körülbelül hetvenezer élő növény található, a lepréselt gyógynövények száma körülbelül nyolcmillió. Az itt élő növények jelentős génbanknak is számítanak. |                               |

|                                                                 | Liverpool tengeri kereskedelmi városrészei |
| 2004 – 2021                                                     |                                            |
| Kulturális (II)(III)(IV)                                        |                                            |
| Védett terület: 136 ha, puffer zóna: 750,5 ha, hivatkozás: 1150 |                                            |
| 2021-ben törölték a listáról                                    |                                            |

| | A cornwalli és a nyugat-devoni bányavidék |
| Felvétel: 2006 |                                           |
| Kulturális (II)(III)(IV) |                                           |
| Hivatkozás: 1215, védett terület: 19 719 ha |                                           |
| Devon és Cornwall területén számos ón- és rézbánya működött, az iparág a 18. és 19. században élte virágkorát – amikor is a világ réztermelésének 2/3-a innen származott. A cornwalli és devoni bányákban kifejlesztett fejtési és bányaművelési technikákat aztán világszerte átvették. A réz, ón és arzén kereskedelméhez elengedhetetlen volt a jól működő infrastruktúra kialakítása és ez volt az a térség, ahonnan a bányászat technológiai vívmányai az egész világon elterjedtek. A bányavidéken hamar megindult az iparosodás, a táj képe a 18. és a korai 19. században gyorsan átalakult. Sikereik a mélykitermelésen alapultak, amelyet a robbantáshoz használt biztonsági kanóc és a gőzgéppel hajtott szivattyúk tettek lehetővé. A réz kitermelésében számos cég vett részt, földbirtokosok és magánvállalkozók is nyitottak bányákat. A világörökségi helyszínhez jelenleg tíz bányavidék tartozik, a gépek, a felszerelések, a kiegészítő épületek (pl. szivattyúházak) mellett az öntődék körüli városkákban megmaradtak a munkások és családjaik számára épített jellegzetes teraszos sorházak is. A 19. század közepén a térségben hanyatlásnak indult a bányászat, ekkor a kivándorló szakemberek elterjesztették az itt használt technikákat Dél-Afrikában, Közép-, és Dél-Amerikában és Ausztráliában is. |                                           |

| | Pontcysyllte vízvezeték és csatorna |
| Felvétel: 2009 |                                     |
| Kulturális (I)(II)(IV) |                                     |
| Hivatkozás: 1303, védett terület: 105 ha, pufferzóna: 4 145 ha |                                     |
| A vízvezeték lényegében az Ellesmere Csatorna vizét vezeti át a Dee folyó völgye felett. A vízvezetéket az ipari forradalom idején fejezték be, építése során innovatív módon alkalmazták az öntött és kovácsolt vasat, amelyet aztán széles körben másoltak a világon. A világörökségi helyszín a Wales északnyugati részén található csatorna egy 18 kilométeres szakaszára terjed ki, benne a Pontcysylife vízvezetékkel, a Chirk vízvezetékkel és alagúttal. A 307 méter hosszú 38 méter magas Pontcysylife vízvezeték az ország legnagyobb ilyen létesítménye. A kő- és öntöttvas szerkezetek kombinációját alkalmazó építmény, az ipari forradalom bravúros építészmérnöki alkotása a 19. század első éveiben készült el. Tetején egy vízzel teli öntöttvas vályú, egy vontatósáv – amelyen egykor lovak húzták a csónakokat – és egy korlát található. A vízvezeték különlegessége, hogy a vízelvezetést zsilipek használata nélkül oldották meg. Az ilyen csatornahidakat a terep szintkülönbségeinek áthidalására építették, a vizet elvezető csatornát pilléres boltívek sorozata tartja. |                                     |

| | Forth Bridge |
| Felvétel: 2015 |              |
| Kulturális (I)(IV) |              |
| Hivatkozás: 1485, védett terület: 7,5 ha |              |
| A Kelet-Skóciában 1890-ben megnyitott Firth of Forth tengeröböl feletti Forth Bridge vasúti híd Fife megyét köti össze Edinburgh városával. 1890. március 4-én nyílt meg a forgalom számára. Teljes hossza 2528 méter, legnagyobb támaszköze 520 méter. Felavatásakor ez volt a világ legkorábbi nagyméretű többszörös támaszközű konzolos hídja, 28 évig a világ leghosszabb hídja volt, és jelenleg is a leghosszabbak közé tartozik. Építésekor 54 ezer tonna lágyacélt, a korban viszonylag újdonságnak számító anyagot is felhasználtak. A híd legmagasabb pontjai a tornyok, ezek a gránit talapzat pilléreitől számítva elérik a 110 méteres magasságot. A tartókonzolok 207 métere nyúlnak el a tornyoktól és 107 méternyi felfüggesztett hídelemek kötötték össze őket. A jelenleg is nagy forgalmú híd gyakorlatilag teljes egészében megőrizte eredeti formáját és napjainkban is jelentős összekötő szerepét. |              |

| | Gorham barlangrendszer |
| Felvétel: 2016 |                        |
| Kulturális (III) |                        |
| Hivatkozás: 1500, védett terület: 28 ha, pufferzóna: 313 ha |                        |
| Gibraltár keleti részén a meredek mészkősziklákon négy barlangban a neandervölgyi ember több mint százezer éven át tartó megtelepedését bizonyító leleteket tártak fel. A leletek alapján rekonstruálhatóvá váltak az akkori életmód egyes elemei, többek között a vadászat és a halászat módszerei. Az itt lakók kognitív képességeinek bizonyítékai a díszítőelemként használt madártollak maradványai és a barlangok falán talált absztrakt sziklavésetek amelyek több mint 39 ezer évvel ezelőtt keletkeztek. A barlangokban számos régészeti réteget különítettek el, a jelenleg is folyó kutatások lényeges információkkal szolgálnak a neandervölgyi ember és az emberi evolúció kutatásához. |                        |

| | Lake District |
| Felvétel: 2017 |               |
| Kulturális (II)(V)(VI) |               |
| Hivatkozás: 422, védett terület: 229 205,19 ha |               |
| Az Anglia északnyugati részén fekvő Lake District egy hegyvidéki terület, amelynek völgyeit a Jégkorszak gleccserei alakították ki. A völgyek mai formájukat a térség mezőgazdasági hasznosításakor nyerték el, ennek során a földterület egyes parcelláit kőfalakkal vették körül. A természet és az ember közösen egy harmonikus tájat hozott létre, ahol a hegyek a közöttük lévő tavakban tükröződnek. A látvány megihlette a művészeket is, akik főleg a 18. századtól festményeken, rajzokon és irodalmi alkotásokban örökítették meg. A tehetősebbek nagyméretű házakat építtettek a térségben, parkokat és kerteket alakíttattak ki, hogy ezzel is fokozzák a hatását és a hely megóvására ösztönözzenek. |               |

| | Jodrell Bank csillagvizsgáló |
| Felvétel: 2019 |                              |
| Kulturális (I)(II)(IV)(VI) |                              |
| Hivatkozás: 1594, védett terület: 17,38 ha, pufferzóna: 18,56 ha |                              |
| Az Anglia északnyugati részén, zavaró rádiójelektől mentes környezetben álló Jodrell Bank csillagvizsgáló egyike a legfontosabb csillagászati megfigyelőhelyeknek. 1945 óta üzemel, kezdetben a kozmikus sugárzással kapcsolatos kutatásokra használták. A jelenleg is működő obszervatóriumhoz számos rádióteleszkóp és kiegészítő épület tartozik, köztük legfontosabb a vezérlő épület. Az itt folyó munka során komoly eredményeket értek el a meteorok és a Hold kutatásában, kvazárok felfedezésében és űrhajók követésében. Ez a különleges megfigyelőállomás illusztrálja az átmmenetet ami az 1940-es években kezdődött és a 60-as évekig tartott, mialatt a tradicionális csillagászat rádió csillagászattá alakult, és radikálisan megváltoztatta a világegyetemről alkotott korábbi képet. |                              |

| | Európa nagy fürdővárosai |
| Ausztria, Belgium, Csehország, az Egyesült Királyság, Franciaország, Németország, Olaszország közös világörökségi helyszíne |                          |
| Felvétel: 2021 |                          |
| Kulturális (II) (III) |                          |
| Hivatkozás: 1613, védett terület: 7014 ha, pufferzóna: 11 319 ha |                          |
| A világörökségi helyszínhez összesen tizenegy fürdőváros tartozik, amelyek hét országban találhatók: Baden bei Wien (Ausztria), Spa (Belgium), Františkovy Lázně, Karlovy Vary és Mariánské Lázně (Csehország), Vichy (Franciaország), Bad Ems, Baden-Baden és Bad Kissingen (Németország), Montecatini Terme (Olaszország) és Bath (Egyesült Királyság). Mindegyik fürdőváros nagy ásványtartalmú és vízhozamú forrás(ok) körül épült ki, városképüket meghatározza a 19. század elejétől fellendülő és az 1930-as évekig folyamatosan fejlődő európai fürdőkultúra. A források közelébe terápiás célra hasznosított épületeket, nagyméretű szállodákat, szivattyúállomásokat, ivótermeket, medencéket építettek, a vizet összetett rendszereken keresztül (pl. alagutak segítségével) vezették el. Kiegészítő és rekreációs célra kerteket hoztak létre, kaszinókat, színházakat, villákat, találkozóhelyeket építettek, valamint kialakították a fürdők üzemeltetéséhez szükséges infrastruktúrát is. A fürdőközpontok létrehozásakor ügyeltek arra is, hogy az épületegyüttesek harmonikusan illeszkedjenek a városképbe és a környező tájba. A fürdővárosok az orvostudomány, más természettudományok, valamint a balneológia fejlődésének és egymással való szorosabb kapcsolatának bizonyítékai és fontos helyszínei. |                          |

| | Palafeldolgozás Északnyugat-Walesben |
| Felvétel: 2021 |                                      |
| Kulturális (II) (IV) |                                      |
| Hivatkozás: 1633, védett terület: 3259 ha |                                      |
| A hely azt a változást mutatja be, ami az ipari mennyiségben bányászott pala kitermelése okozott a tradicionális vidéki környezetben Snowdon hegyein és völgyeiben. A hegytetőtől a tengerpartig terjedő térség bányászati lehetőségeit nagy volumenű ipari tevékenységgel igyekeztek kihasználni a földbirtokosok és más nagybefektetők, akik az ipari forradalom idején a mezőgazdasági tevékenységgel hasznosított tájat egy, a palafeldolgozással foglalkozó ipari központtá alakították át. A helyszín hat részből áll, ezeken bányák és kőfejtők maradványai, a palafeldogozás tárgyi emlékei, ma is lakott és elhagyott régi lakóhelyek, kertek, vidéki házak, kikötők, vasútvonalak és utak találhatók, az ipari tevékenység és a mindennapi élet összefonódásának bizonyítékai. A környéken nem csak palaexporttal foglalkoztak, fontos volt a technológiák exportja, valamint az innen elvándorló szakemberek tudása is az 1780-as évektől egészen a 20. század elejéig. Az itteni palafeldolgozási technikák iparágukban vezető szerepet játszottak, és a világ több pontján is mintául szolgáltak hasonló létesítményeknek. |                                      |

| | Flow Country |
| Felvétel: 2024 |              |
| Természeti (IX) |              |
| Védett terület: 187 026 ha, hivatkozás: 1722 |              |
| A Skót-felföldön található Flow Country mocsárvidékét a világ legjelentősebb folyamatosan felhalmozódó ingólápjának tartják. A lápvidék az elmúlt körülbelül kilencezer év alatt halmozódott fel. Sokféle élőhelyet biztosít számos madárfajnak, és maga a táj is olyan változatos, ami globálisan is egyedülállónak tekinthető. A tőzeglápok fontos szerepet játszanak a szén tárolásában és a helyszínen zajló tőzegképző ökológiai folyamatok továbbra is nagy léptékben kötik meg a szenet. Flow Country ezen kívül fontos kutatási és oktatási helyszínnek számít. |              |

| | Morva egyházi települések |
| Az Amerikai Egyesült Államok, Dánia, az Egyesült Királyság és Németország) közös világörökségi helyszíne |                           |
| Felvétel: 2015 (Dánia), kiterjesztés: 2024 (Amerikai Egyesült Államok, Egyesült Királyság, Németország) |                           |
| Kulturális (III)(IV) |                           |
| Hivatkozás: 1468 |                           |
| A "Morva egyházi települések" helyszín több országban található. Közülük a dániai Christiansfeld már korábban, 2015-ben felkerült a világörökségi listára, míg 2024-ben a helyszínt kiterjesztették Herrnhut (Németország), Bethlehem (Amerikai Egyesült Államok) és Gracehill (Egyesült Királyság) településeken található, a 18. században alapított épületegyüttesekre is. Minden településen felismerhetőek a helyi jellegzetes építészeti elemek, ezek az egyház eszméire épülnek, de egyben a helyi viszonyokhoz is igazodnak. Együttesen a határokon átnyúló nemzetközi egyház globális hálózatát képviselik. A helyszínhez tartozó minden településen aktív gyülekezet működik, tagjai megőrzik és gondozzák egyházuk hagyományait egyben egyfajta élő örökséget alkotnak. |                           |

## Elhelyezkedésük
| Az óriás útja Durham Iron Bridge Studley Park Stonehenge I. Eduárd várai Saint Kilda-szigetcsoport Blenheim kastély Bath Hadrianus fala Canterbury Edinburgh Orkney-szigetek Blaenavon Derwent Valley Saltaire New Lanark Dorset és Kelet-Devon Liverpool Cornwall Pontcysyllte vízvezeték Forth Bridge Lake District Jodrell Bank Bath fürdőváros Palafeldolgozás Gracehill Flow Country | Westminster-palota és templom Tower Maritime Greenwich Kew Gardens London |
| Az óriás útja Durham Iron Bridge Studley Park Stonehenge I. Eduárd várai Saint Kilda-szigetcsoport Blenheim kastély Bath Hadrianus fala Canterbury Edinburgh Orkney-szigetek Blaenavon Derwent Valley Saltaire New Lanark Dorset és Kelet-Devon Liverpool Cornwall Pontcysyllte vízvezeték Forth Bridge Lake District Jodrell Bank Bath fürdőváros Palafeldolgozás Gracehill Flow Country | Henderson-sziget Gough-sziget St. George Gorham barlang                   |

## Javasolt helyszínek
2008-ban az akkor hivatalban lévő kulturális, média és sportminiszter, Andy Burnham, aggodalmát fejezte ki amiatt, hogy túl sok helyszínt jelölnek a világörökségi listára és felhívta a kormány, hogy vizsgálja felül álláspontját. Ezt részben a helyszínek fenntartásának egyre növekvő költségei, részben pedig a vártnál alacsonyabb bevétel indokolta. A látogatók jelentős része nem is volt tisztában azzal, hogy a világörökségi listára került az adott helyszín.
Az Egyesült Királyság világörökségi politikájának felülvizsgálata 2008 decemberében kezdődött. 2010-ben a kormány felkérte a helyi önkormányzatokat és más civil szervezeteket, hogy az Egyesült Királyság területéről nevezenek meg olyan helyszíneket, amelyeket fel akarnak venni a várólistára. Létrehoztak egy, a kormány mellett működő független szakértői bizottságot, amely ebben a korai fázisban kiszűrte azokat a jelöléseket, amelyeknek a legkevesebb esélye volt a sikerre. 2010. július 7-én a Kulturális, média és sportminisztérium közzétett egy listát, amely felsorolja a fennmaradt 38 helyszínt – egyesek közülük már rajta vannak a korábban összeállított „javasolt helyszínek” listáján. A teljes lista itt található. 2012-től kezdődően újra jelöltek helyszíneket a világörökségi listára.
A javasolt helyszínek listájára azok a helyszínek kerültek fel, amelyeket 5–10 éven belül szándékoznak nevezni az UNESCO felé. A javasolt listát a kormány bármikor felülvizsgálhatja. Jelenleg a következő helyszínek vannak rajta a UNESCO javaslati listáján :
1. Chatham Haditengerészeti Hajógyár, Anglia
2. Creswell Crags
3. Darwin otthona és munkahelye: Down House és környéke
4. Szent Ilona-sziget
5. Mousa, Shetland-szigetek
6. Flow Country, Skócia
7. Wearmouth Jarrow ikerkolostora
8. Turks- és Caicos-szigetek

## Fordítás
- Ez a szócikk részben vagy egészben  a   List of World Heritage Sites of the United Kingdom című angol Wikipédia-szócikk fordításán alapul.  Az eredeti cikk szerkesztőit annak laptörténete sorolja fel. Ez a jelzés csupán a megfogalmazás eredetét és a szerzői jogokat jelzi, nem szolgál a cikkben szereplő információk forrásmegjelöléseként.